# Sondrio
Sondrio je italské město, hlavní město stejnojmenné provincie v Lombardii. Nachází se na soutoku řek Mallero a Adda.

## Historie
Město bylo pravděpodobně založeno Římany poté, co se zmocnili okolního území. Jméno je však lombardského původu, Sondrio znamená "země obhospodařovaná pánem".

## Památky
- Castel Masegra – palác ze 14. století. Má dvě věže a portál z 15. století.

## Osobnosti města
- Pier Luigi Nervi (1891 – 1979), architekt

## Partnerská města
- Radovljica, Slovinsko
- São Mateus, Brazílie
- Sindelfingen, Německo